# Trans-Saint-Laurent
Pour les articles homonymes, voir Saint-Laurent.
Le navire moteur Trans-Saint-Laurent est un traversier construit en 1963 par la Davie à Lauzon, Québec, Canada,. Il a été lancé pour répondre à la demande croissante de la traverse Rivière-du-Loup-Saint-Siméon traversant le fleuve Saint-Laurent. Ce traversier constitue un lien de transport essentiel, reliant la région du Bas-Saint-Laurent à celle de la Capitale-Nationale, plus précisement dans la municipalité régionale de comté (MRC) de Charlevoix-Est

## Histoire
Le Trans-Saint-Laurent est entré en service en 1963 à la suite de sa construction au chantier Davie,. Conçu pour transporter à la fois des passagers et des véhicules, il répond aux besoins de transport entre les deux rives. Le navire peut embarquer environ 100 véhicules et jusqu'à 380 passagers par traversée.
C'est en 1964 que le ministère des Transports du Québec entreprend la construction d'un nouveau quai à l'est des installations existantes à Rivière-du-Loup pour accueillir le Trans-Saint-Laurent et afin améliorer les services de traversier,.

## Opérations
Le traversier assure la liaison entre Rivière-du-Loup et Saint-Siméon, un trajet de 27 kilomètres (17 mi) qui dure généralement environ 65 minutes. Le service est géré en partenariat avec la compagnie Traverse Rivière-du-Loup–Saint-Siméon Ltée.

## Propriété
Le navire est immatriculé au Québec, mais celui-ci appartient à Clarke Inc., dont le siège social est à Beechville, en Nouvelle-Écosse.

## Galerie de photos

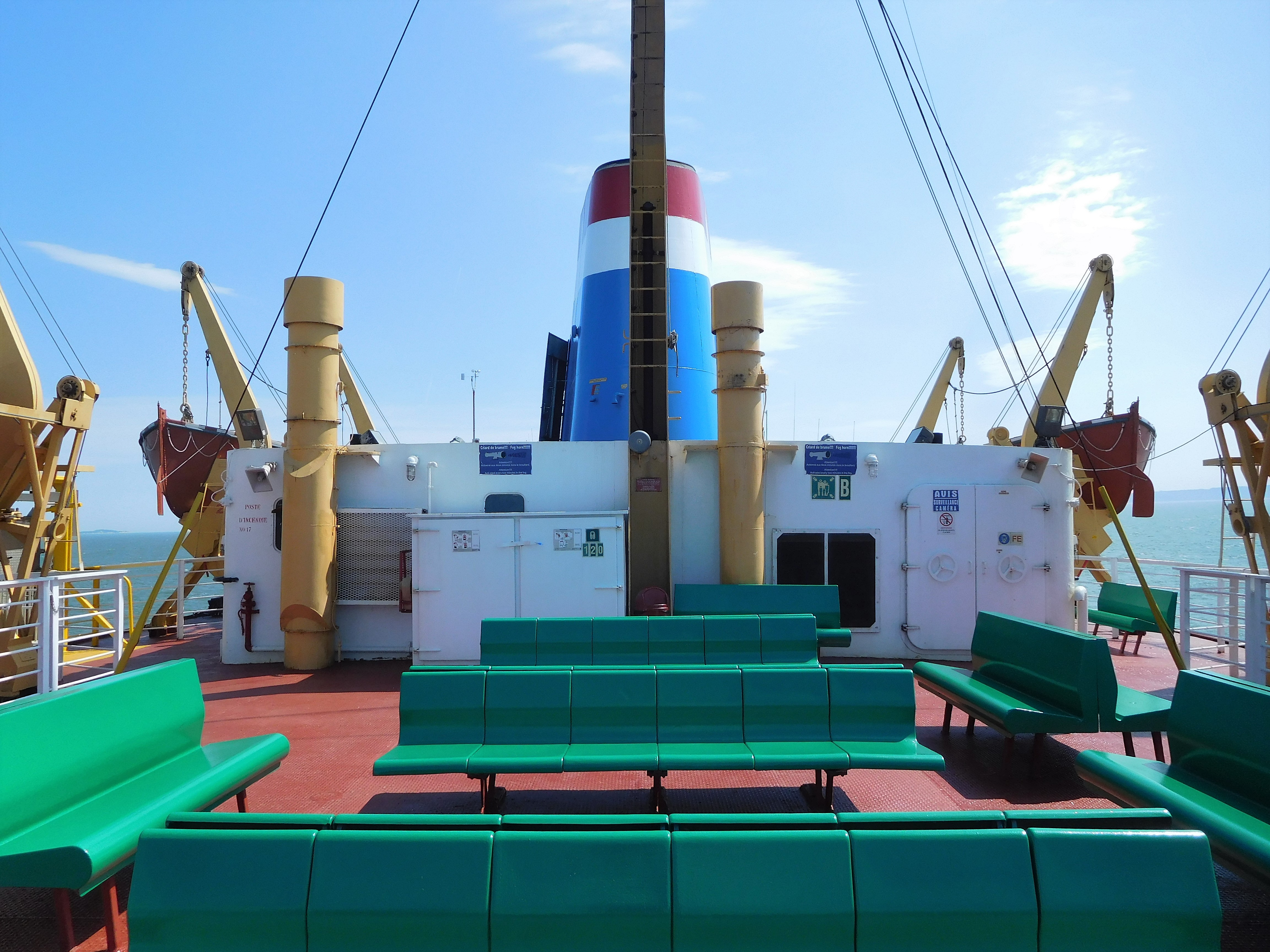
Vue sur l’un des ponts du Trans-Saint-Laurent.
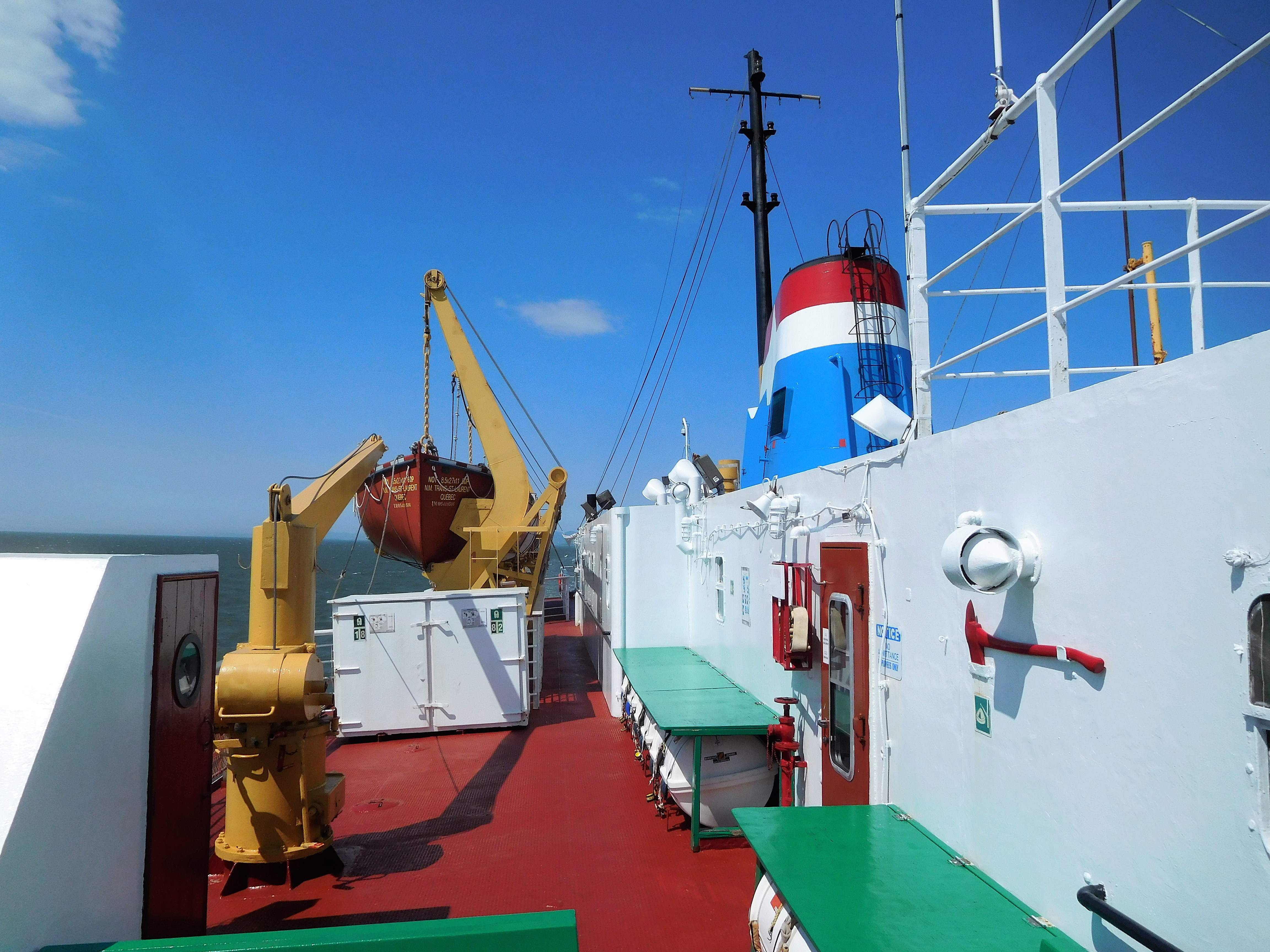
Vue de la poupe depuis la proue, côté tribord.
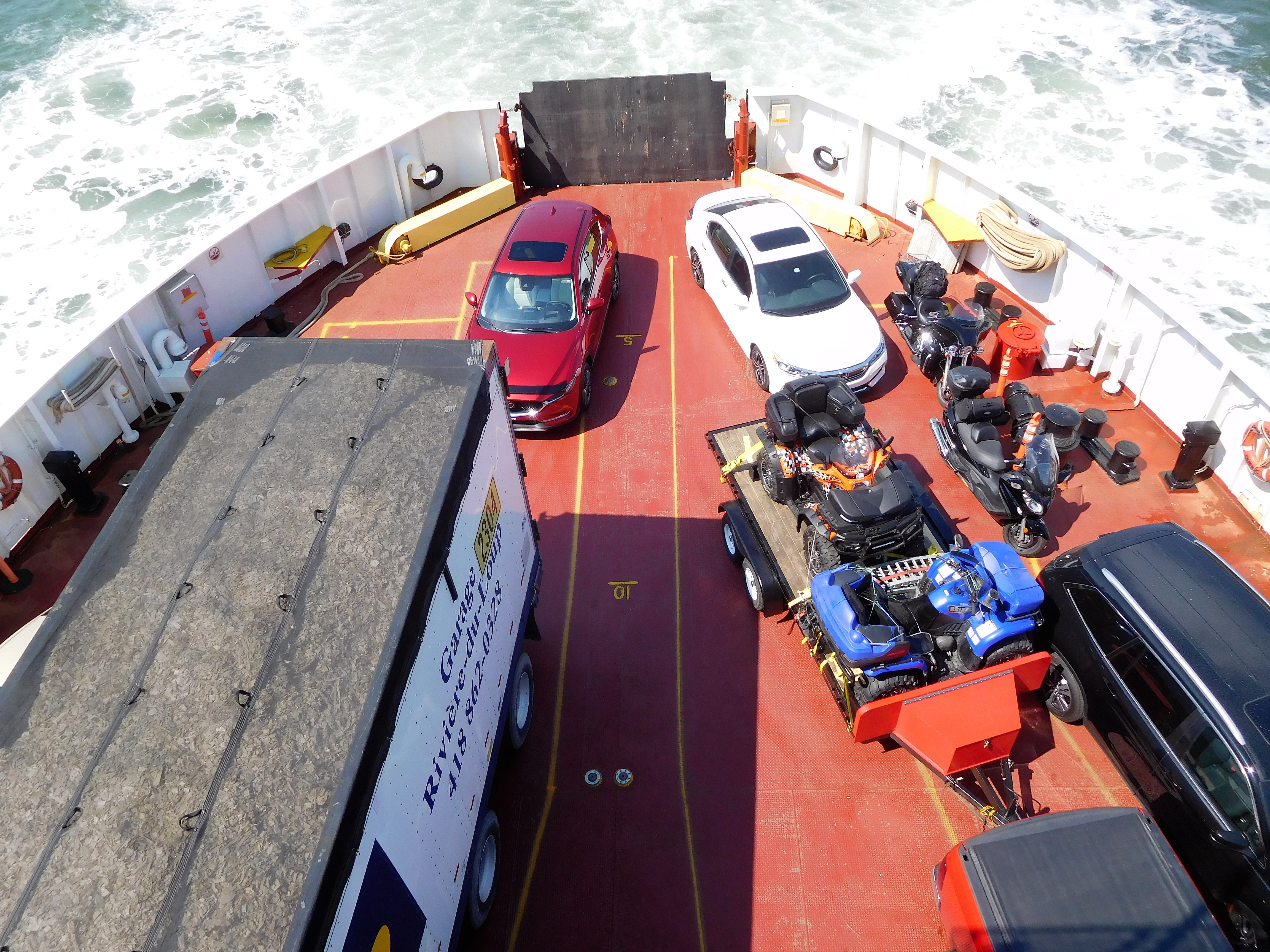
Vue du pont des véhicules, côté poupe.
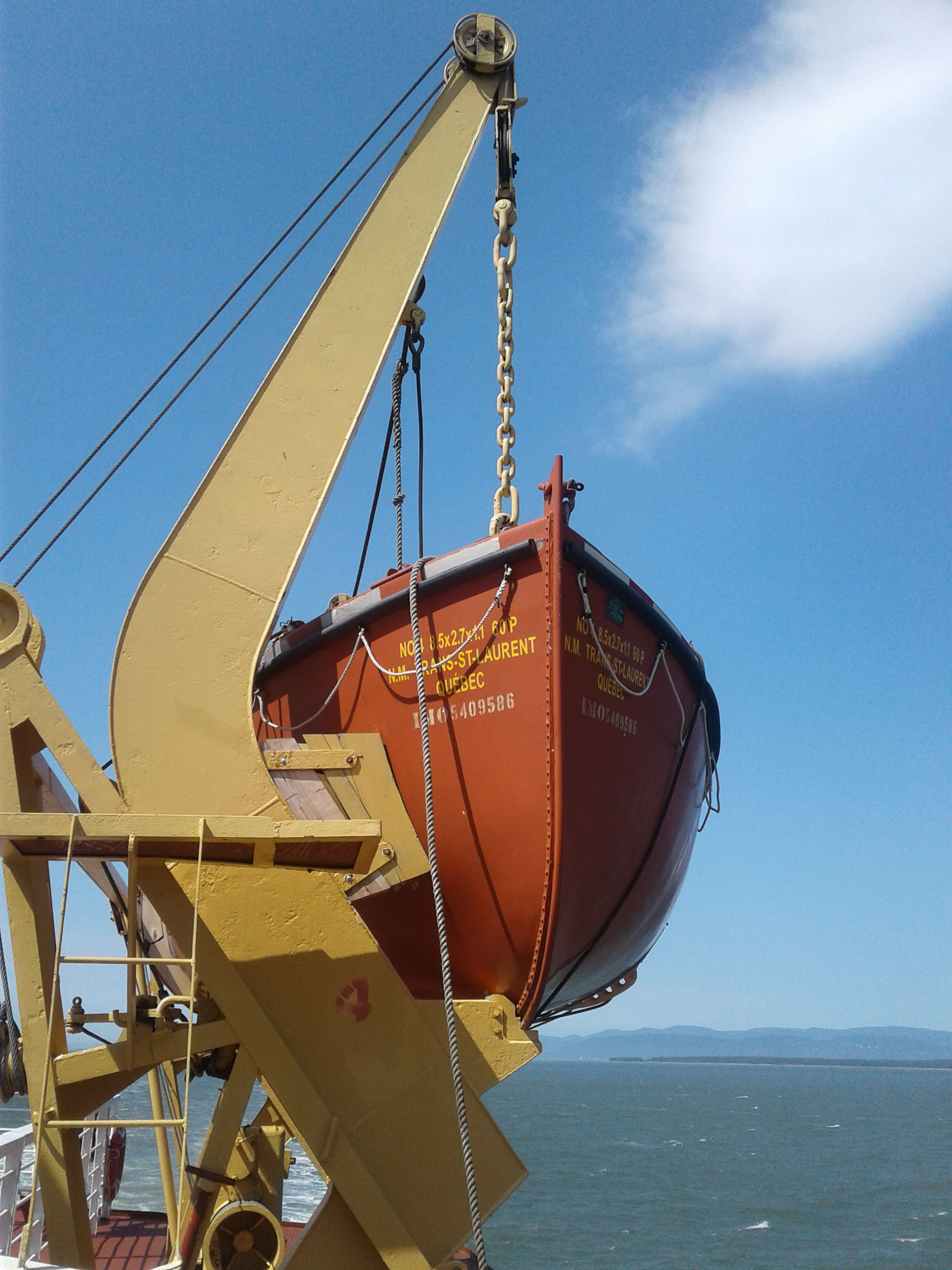
L’un des canots de sauvetage du Trans-Saint-Laurent.